# Genaro Carrió
Genaro Rubén Carrió (Concordia, 16 de febrero de 1922 - Ciudad de Buenos Aires, 17 de octubre de 1997) fue un abogado y filósofo del derecho argentino que se destacó como docente, publicista, traductor y ejerció como presidente de la Corte Suprema de Justicia de la Nación Argentina entre 1983 y 1985, tras el último regreso a la democracia en su país. 

## Actividad profesional
Estudió abogacía en la Facultad de Derecho de la Universidad Nacional de La Plata, de la cual se graduó en el año 1944. Por esos años conoció a Carlos Cossio, creador de la Teoría Egológica del Derecho, y fue en ese momento cuando comenzó sus estudios referentes a la filosofía del derecho. 
Hacia 1954 recibió una beca del Institute of International Education que le permitió continuar sus estudios en la Southern Methodist University Law (Dallas, Texas), donde obtuvo un Master of Law in Comparative Laws (1955) y fue associated professor para el año 1956. Durante su estadía en Estados Unidos se interesó por el sistema jurídico anglosajón  (common law), lo cual influyó en sus primeras publicaciones referentes al derecho judicial.  
De vuelta en Argentina, se desempeñó como profesor titular de la materia Introducción al Derecho en la Universidad de Buenos Aires; cargo que desempeñó hasta 1966. En 1959 obtuvo el Doctorado en Derecho y Ciencias Sociales de la UBA.  
Su postura filosófica se acercó a la corriente de la filosofía analítica, cuyo exponente en el ámbito del derecho era H. L. A. Hart, autor con el que tomó contacto hacia 1964, en un curso dictado Universidad de Oxford. 
Su labor como traductor posibilitó que grandes obras de la filosofía —relacionadas en su mayoría con el derecho— estuviesen a disposición de los estudiosos de habla castellana. Es así que tradujo obras de Alf Ross (Sobre el derecho y la justicia, editorial Eudeba y Tú-Tú, editorial Abeledo-Perrot); H. L. A. Hart (El concepto de derecho, editorial Abeledo-Perrot, 1963; Derecho y moral, editorial Depalma, 1962); J. L. Austin (Cómo hacer cosas con palabras, editorial Paidos); E. H. Levi (Introducción al razonamiento jurídico, editorial Eudeba, 1964), etc. 
Su contribución a la filosofía del derecho se ve reflejada en su libro Notas sobre derecho y lenguaje, en el cual se reúnen la mayoría de sus trabajos publicados sobre esa materia a lo largo de veinte años. Otros de sus libros son El recurso extraordinario por sentencia arbitraria, Cómo estudiar y argumentar un caso y Cómo fundar un recurso. 
Con el regreso de la democracia en Argentina en el año 1983, un decreto del presidente Raúl Ricardo Alfonsín lo nombró como juez de la Corte Suprema de Justicia de la Nación en 1983 y el 21 de diciembre de 1983, el Senado prestó le acuerdo por unanimidad. Sus pares lo nombraron presidente de la Corte Suprema de Justicia de la Nación, cargo que ocupó hasta el año 1985, en que presentó su renuncia.
Desde entonces fue miembro del Consejo para la consolidación de la democracia hasta el año 1989. Fue Vicepresidente de la Fundación Konex desde 1986 hasta su fallecimiento en 1997, en donde presidió numerosas veces el Gran Jurado encargado de la selección de los premiados Konex.